# Veličina (systémová dynamika)
Veličina je v systémové dynamice chápána jako jakákoli veličina sféry, kterou daná aplikace systémové dynamiky zkoumá, schopná zvyšovat nebo snižovat svůj stav nebo působit na vývoj ostatních veličin a vazeb mezi nimi.
Veličina v systémové dynamice může být vlastnost (například počet) lidí, zvířat, věcí; množství surovin, energií a jiných prostředků; může se jednat o množství peněz v rámci ekonomiky, investovaných určitým směrem. Veličinou systémové dynamiky může být i derivace jiných těchto veličin, jejich součet, rozdíl nebo jakýkoli jiný matematický výraz z nich složený.
V rámci výzkumného projektu Meze růstu byla sféra aplikace systémové dynamiky stanovena na celou planetu a mezi významné veličiny patřily například celková populace, životní úroveň, spotřeba energie, míra znečištění a množství peněz investovaných na jeho likvidaci.